# Gallant (voilier)
Le Gallant (anciennement De Gallant) est une goélette à deux mâts, construite en 1916 aux Pays-Bas à l’image des bateaux de pêcheurs de l’époque. Sa coque est en acier, peinte en bleu cobalt.
Il est armé depuis 2017 par la BSC (Blue Schooner Company), une compagnie de transport maritime à la voile installée dans le Finistère Nord (Landéda) afin de proposer un moyen de transport sans énergies fossiles entre l'Europe et la mer des Caraïbes,.
Il sombre aux Bahamas le 21 mai 2024 avec plusieurs tonnes de café et de cacao de Colombie à destination d'Amsterdam. Six membres de son équipage sont sauvés mais deux sont portés disparus.

## Histoire
À l'origine en 1916, il a deux voiles au tiers et porte le nom de Jannetje Margaretha. Plus tard, il est gréé en goélette. Il a servi de caboteur.
Sa restauration [Quand ?] est due à l'un des deux hommes qui ont sauvé le Thalassa, Henk Stallinga.
Depuis 2017, il a pour vocation le transport de marchandises à la voile entre l'Europe et la mer des Caraïbes pour l'entreprise Blue Schooner Company. Ainsi en 2023, il décharge en Bretagne du café, de la vanille, de la panela, des rhums et des mezcals.

## Manifestations maritimes[1]
- Participation à Rouen : Armada 2003.
- Participation aux Fêtes maritimes de Brest de 2000 à 2016.
- Participation au Festival des Chants de Marins à Paimpol en 2021 et 2023.

## Naufrage
La goélette part de Port-Rhu (Douarnenez) le 24 février 2024, où elle est habituellement amarrée. Le voilier de transport quitte Santa Marta, en Colombie, le 11 mai 2024, avec à son bord 8 membres d'équipage et une cargaison de 35 t de café, cacao et sucre de canne destinés au port d'Amsterdam.
Le 21 mai, le navire est pris dans un soudain et violent orage; il chavire avec l'ensemble de son équipage puis sombre au nord d'Inagua, l'île la plus méridionale de l'archipel des Bahamas. Six membres de l'équipage sont hélitreuillés. Le 23 mai, les gardes côtes des États-Unis annoncent que les recherches sont abandonnées et deux membres de l'équipage sont portés disparus,.